# 439 Огайо
439 Огайо (439 Ohio) — астероїд головного поясу, відкритий 13 жовтня 1898 року Едвіном Фостером Коддінґтоном у Обсерваторії Ліка.
Тіссеранів параметр щодо Юпітера — 3,124.